# Liste des monuments historiques de Carcassonne
Ce tableau présente la liste de tous les monuments historiques classés ou inscrits dans la ville de Carcassonne, Aude, en France.

## Liste
| Monument                                          | Adresse                                                 | Coordonnées                      | Notice         | Protection | Date            | Illustration                                      |
| ------------------------------------------------- | ------------------------------------------------------- | -------------------------------- | -------------- | ---------- | --------------- | ------------------------------------------------- |
| Église Notre-Dame des Carmes                      | 62 Rue Georges Clemenceau, 11000 Carcassonne            | 43° 12′ 56″ nord, 2° 21′ 08″ est | « PA11000047 » | Inscrit    | 29 octobre 2014 | Église Notre-Dame des Carmes                      |
| Ancien palais de la Micheline dit La Belle Epoque | 32 avenue du Général-Leclerc                            | 43° 12′ 36″ nord, 2° 21′ 51″ est | « PA11000052 » | Inscrit    | 2016/10/24      | Ancien palais de la Micheline dit La Belle Epoque |
| Bains-douches de Carcassonne                      | 3 rue de Lorraine (Carcassonne)                         | 43° 12′ 48″ nord, 2° 21′ 24″ est | « PA11000050 » | Inscrit    | 2016/11/07      | Bains-douches de Carcassonne                      |
| Bassin de distribution des eaux de Carcassonne    | 98 rue de Verdun Rue des Études                         | 43° 12′ 46″ nord, 2° 20′ 54″ est | « PA00102582 » | Inscrit    | 1947            | Bassin de distribution des eaux de Carcassonne    |
| Bastion de Montmorency                            | Boulevard Commandant Roumens Boulevard Camille Pelletan | 43° 12′ 39″ nord, 2° 21′ 18″ est | « PA00102583 » | Inscrit    | 1948            | Bastion de Montmorency                            |
| Cathédrale Saint-Michel                           | 52 rue Voltaire                                         | 43° 12′ 39″ nord, 2° 21′ 04″ est | « PA00102584 » | Classé     | 1886 1926       | Cathédrale Saint-Michel                           |
| Chapelle des Jésuites chapelle, tour Mirande      | Rue des Études                                          | 43° 12′ 43″ nord, 2° 20′ 54″ est | « PA00102602 » | Inscrit    | 1948            | Chapelle des Jésuiteschapelle, tour Mirande       |
| Chapelle Notre-Dame-de-Santé                      | Rue des 3 Couronnes                                     | 43° 12′ 37″ nord, 2° 21′ 29″ est | « PA00102585 » | Classé     | 1932            | Chapelle Notre-Dame-de-Santé                      |
| Château de Saint-Martin-de-Poursan                |                                                         | 43° 13′ 42″ nord, 2° 23′ 50″ est | « PA00102586 » | Inscrit    | 1946            | Château de Saint-Martin-de-Poursan                |
| Cimetière de Saint-Martin-de-Poursan              |                                                         | 43° 13′ 43″ nord, 2° 23′ 52″ est | « PA00102587 » | Inscrit    | 1946            | Cimetière de Saint-Martin-de-Poursan              |
| Cité Médiévale                                    |                                                         | 43° 12′ 24″ nord, 2° 21′ 49″ est | « PA00102588 » | Classé     | 1862 1926 1942  | Cité Médiévale                                    |
| Croix de Montlegun                                | Avenue des Platanes                                     | 43° 12′ 15″ nord, 2° 23′ 30″ est | « PA00102589 » | Inscrit    | 1946            | Croix de Montlegun                                |
| Croix du Pont-Rouge                               | D118                                                    | 43° 14′ 21″ nord, 2° 22′ 25″ est | « PA00102590 » | Inscrit    | 1948            | Croix du Pont-Rouge                               |
| Ancienne église Saint-Martin-de-Poursan           | Boulevard des Carriers                                  | 43° 13′ 43″ nord, 2° 23′ 50″ est | « PA00102591 » | Inscrit    | 1948            | Image manquante Téléverser                        |
| Église Saint-Nazaire                              |                                                         | 43° 12′ 19″ nord, 2° 21′ 46″ est | « PA00102592 » | Classé     | 1840            | Église Saint-Nazaire                              |
| Église Saint-Saturnin église, maison presbytérale |                                                         | 43° 12′ 18″ nord, 2° 21′ 45″ est | « PA00102593 » | Inscrit    | 1946            | Image manquante Téléverser                        |
| Église Saint-Vincent                              |                                                         | 43° 12′ 53″ nord, 2° 21′ 03″ est | « PA00102594 » | Classé     | 1907            | Église Saint-Vincent                              |
| Fontaine de Neptune                               | Place Carnot                                            | 43° 12′ 48″ nord, 2° 21′ 06″ est | « PA00102596 » | Inscrit    | 1926            | Fontaine de Neptune                               |
| Fontaine Saint-Michel                             | 39 rue Voltaire                                         | 43° 12′ 40″ nord, 2° 21′ 05″ est | « PA00102597 » | Inscrit    | 1948            | Fontaine Saint-Michel                             |
| Grand Puits                                       | Rue Viollet-le-Duc                                      | 43° 12′ 27″ nord, 2° 21′ 51″ est | « PA00102618 » | Inscrit    | 1926            | Grand Puits                                       |
| Groupe scolaire Jean-Jaurès                       | 14, 16 boulevard Jean-Jaurès                            | 43° 12′ 46″ nord, 2° 21′ 23″ est | « PA11000051 » | Inscrit    | 2016/11/07      | Groupe scolaire Jean-Jaurès                       |
| Habitat néolithique d'Auriac                      |                                                         | 43° 11′ 26″ nord, 2° 20′ 02″ est | « PA00102934 » | Inscrit    | 1990            | Image manquante Téléverser                        |
| Halles                                            | 56 Rue de Verdun                                        | 43° 12′ 44″ nord, 2° 21′ 03″ est | « PA00102598 » | Inscrit    | 1948            | Halles                                            |
| Hôtel de la Cité                                  | Place Saint-Nazaire                                     | 43° 12′ 20″ nord, 2° 21′ 46″ est | « PA11000014 » | Inscrit    | 1998            | Hôtel de la Cité                                  |
| Hôtel de Murat                                    | Boulevard Camille-Pelletan                              | 43° 12′ 41″ nord, 2° 21′ 17″ est | « PA00102599 » | Inscrit    | 1939            | Hôtel de Murat                                    |
| Hôtel de Pelletier                                | 64 rue Trivalle                                         | 43° 12′ 33″ nord, 2° 21′ 47″ est | « PA00102600 » | Inscrit    | 1927 1948       | Hôtel de Pelletier                                |
| Hôtel de Rolland                                  | 32 rue Aimé Ramond                                      | 43° 12′ 43″ nord, 2° 21′ 11″ est | « PA00102601 » | Classé     | 1923            | Hôtel de Rolland                                  |
| Immeuble                                          | 49, 51 rue de Verdun                                    | 43° 12′ 45″ nord, 2° 21′ 07″ est | « PA11000029 » | Inscrit    | 2004            | Immeuble                                          |
| Immeuble                                          | 53 rue de Verdun                                        | 43° 12′ 45″ nord, 2° 21′ 06″ est | « PA00102931 » | Inscrit    | 1990 1992       | Immeuble                                          |
| Immeuble                                          | 65 rue de Verdun                                        | 43° 12′ 45″ nord, 2° 21′ 00″ est | « PA00102617 » | Inscrit    | 1926            | Immeuble                                          |
| Maison                                            | 2 rue Frédéric-Mistral                                  | 43° 12′ 56″ nord, 2° 21′ 06″ est | « PA00102603 » | Inscrit    | 1948            | Maison                                            |
| Maison                                            | 5 rue Pinel                                             | 43° 12′ 46″ nord, 2° 21′ 10″ est | « PA00102604 » | Inscrit    | 1948            | Maison                                            |
| Hôtel de St-André                                 | 71 rue Jean Bringer                                     | 43° 12′ 52″ nord, 2° 21′ 11″ est | « PA00102605 » | Inscrit    | 1948            | Hôtel de St-André                                 |
| Maison                                            | 36 rue de Verdun                                        | 43° 12′ 46″ nord, 2° 21′ 10″ est | « PA00102606 » | Inscrit    | 1948            | Maison                                            |
| Maison Alaux                                      | 14 rue Victor-Hugo                                      | 43° 12′ 48″ nord, 2° 21′ 02″ est | « PA00102607 » | Inscrit    | 1948            | Maison Alaux                                      |
| Maison Cotte                                      | 45 Rue de Verdun                                        | 43° 12′ 45″ nord, 2° 21′ 08″ est | « PA00102608 » | Inscrit    | 1948            | Maison Cotte                                      |
| Maison Courtial                                   | 30 rue Jean Bringer                                     | 43° 12′ 44″ nord, 2° 21′ 12″ est | « PA00102609 » | Inscrit    | 1948            | Maison Courtial                                   |
| Maison Gally                                      | 34 Rue Jules-Sauzède                                    | 43° 12′ 43″ nord, 2° 20′ 58″ est | « PA00102611 » | Inscrit    | 1947            | Maison Gally                                      |
| Maison Guilhem                                    | 42 rue Victor-Hugo                                      | 43° 12′ 48″ nord, 2° 20′ 57″ est | « PA00102610 » | Inscrit    | 1948            | Maison Guilhem                                    |
| Maison de Montmorency                             | 125 rue Trivalle                                        | 43° 12′ 31″ nord, 2° 22′ 02″ est | « PA00102612 » | Classé     | 1942            | Maison de Montmorency                             |
| Manufacture royale de draps de Carcassonne        | rue Trivalle                                            | 43° 12′ 36″ nord, 2° 21′ 39″ est | « PA00102613 » | Inscrit    | 1948            | Manufacture royale de draps de Carcassonne        |
| Ancien Palais épiscopal Escalier                  | 67 rue Aimé Ramond                                      | 43° 12′ 42″ nord, 2° 21′ 01″ est | « PA00102595 » | Inscrit    | 1948            | Ancien Palais épiscopalEscalier                   |
| Petit Puits                                       | Rue Plô                                                 | 43° 12′ 20″ nord, 2° 21′ 51″ est | « PA00102619 » | Inscrit    | 1926            | Petit Puits                                       |
| Pont-Vieux                                        | Rue du Pont-Vieux                                       | 43° 12′ 37″ nord, 2° 21′ 32″ est | « PA00102615 » | Classé     | 1926            | Pont-Vieux                                        |
| Pont-aqueduc du Fresquel                          |                                                         | 43° 14′ 16″ nord, 2° 22′ 24″ est | « PA11000001 » | Inscrit    | 1996            | Pont-aqueduc du Fresquel                          |
| Pont-Rouge                                        |                                                         | 43° 13′ 56″ nord, 2° 22′ 28″ est | « PA00102614 » | Inscrit    | 1948            | Image manquante Téléverser                        |
| Portail des Jacobins                              | Boulevard du Commandant-Roumens                         | 43° 12′ 39″ nord, 2° 21′ 09″ est | « PA00102616 » | Inscrit    | 1926 1939       | Portail des Jacobins                              |
| Théâtre municipal                                 | Rue Courtejaire                                         | 43° 12′ 41″ nord, 2° 21′ 09″ est | « PA11000022 » | Inscrit    | 2002            | Théâtre municipal                                 |